# Ministerium der Justiz Rheinland-Pfalz

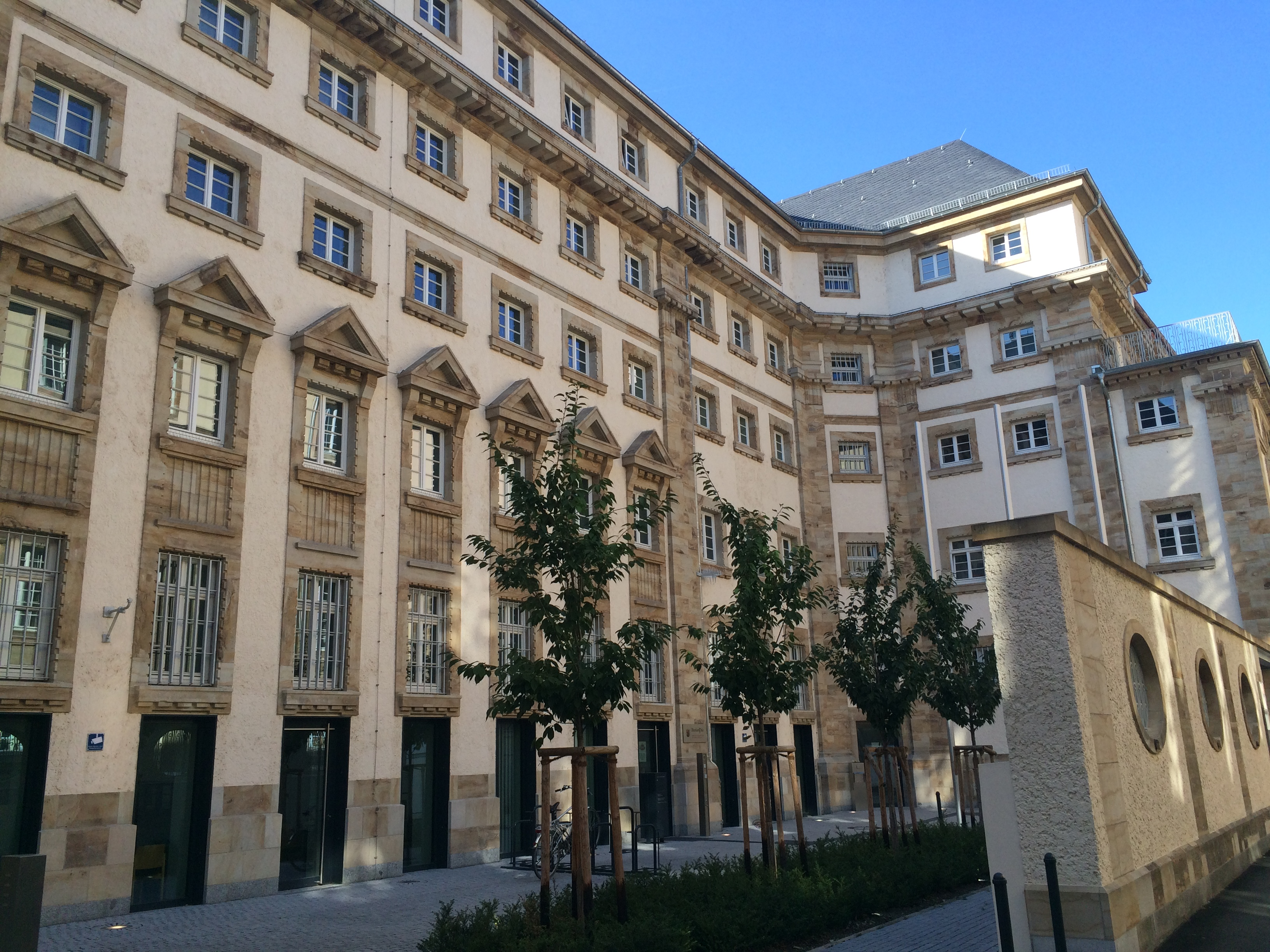
Ministerium der Justiz Rheinland-Pfalz in Mainz

Das Ministerium der Justiz Rheinland-Pfalz ist eine oberste Landesbehörde mit Sitz in der Landeshauptstadt Mainz. Es ist neben der Staatskanzlei eines der neun Ministerien der Landesregierung von Rheinland-Pfalz. Amtsinhaber ist seit dem 2. April 2025 Philipp Fernis (FDP). Staatssekretär ist Matthias Frey.

## Organisation
Das Justizministerium ist in Abteilungen gegliedert:
- Ministerbüro
- Abteilung 1: Justizverwaltung
- Abteilung 2: Öffentliches Recht, Verfassungs- und Europarecht
- Abteilung 3: Zivilrecht
- Abteilung 4: Strafrecht
- Abteilung 5: Strafvollzug
- Abteilung 6: Aus- und Fortbildung, Therapieunterbringungsgesetz, internationale Zusammenarbeit und Demografie
- Landesprüfungsamt für Juristen

## Nachgeordnete Gerichte, Behörden und Einrichtungen
- Ordentliche Gerichte
  - 2 Oberlandesgerichte (Oberlandesgericht Koblenz, Pfälzisches Oberlandesgericht)
  - 8 Landgerichte (Bad Kreuznach,  Frankenthal (Pfalz), Kaiserslautern, Koblenz, Landau in der Pfalz, Mainz, Trier, Zweibrücken)
  - 46 Amtsgerichte
- 4 Verwaltungsgerichte (Oberverwaltungsgericht sowie Koblenz, Mainz, Neustadt an der Weinstraße, Trier)
- 5 Arbeitsgerichte (Landesarbeitsgericht Rheinland-Pfalz sowie Kaiserslautern, Koblenz, Ludwigshafen am Rhein, Mainz, Trier)
- 4 Sozialgerichte (Landessozialgericht sowie Koblenz, Mainz, Speyer, Trier)
- Finanzgericht Rheinland-Pfalz

- 10 Staatsanwaltschaften (Generalstaatsanwaltschaft Koblenz sowie Staatsanwaltschaften Bad Kreuznach, Koblenz, Mainz, Trier,  Generalstaatsanwaltschaft Zweibrücken sowie Staatsanwaltschaften Frankenthal, Kaiserslautern, Landau/Pfalz, Zweibrücken)
- 8 Justizvollzugsanstalten, 2 Jugendstrafanstalten, eine Jugendarrestanstalt in Worms sowie das Justizvollzugskrankenhaus Wittlich (s. a. Liste)

## Sitz
Der Sitz des Ministeriums ist in der Ernst-Ludwig-Str. 3 in der Landeshauptstadt Mainz. Von Dezember 1946 bis Oktober 1950 war die Behörde in der Stresemannstr. 3–5 in Koblenz untergebracht. Ab November 1950 wechselte der Dienstsitz in das jetzige Gebäude nach Mainz. Von Mai 2014 bis Oktober 2015 befand sich das Ministerium wegen Sanierungsarbeiten des Stammsitzes in der Diether-von-Isenburg-Str. 1 in Mainz.

## Justizminister seit 1946
| Name                                              | Amtsantritt                                                               | Kabinett                                 | Partei              |
| Minister der Justiz                               | Minister der Justiz                                                       | Minister der Justiz                      | Minister der Justiz |
| ------------------------------------------------- | ------------------------------------------------------------------------- | ---------------------------------------- | ------------------- |
| Adolf Süsterhenn                                  | 3. Dezember 1946                                                          | Boden I                                  | CDU                 |
| Minister der Justiz und für Kultus                |                                                                           |                                          |                     |
| Adolf Süsterhenn                                  | 13. Juni 1947                                                             | Boden II                                 | CDU                 |
| Minister der Justiz und für Erziehung und Kultus  |                                                                           |                                          |                     |
| Adolf Süsterhenn                                  | 9. Juli 1947                                                              | Altmeier I                               | CDU                 |
| Minister der Justiz und für Unterricht und Kultus |                                                                           |                                          |                     |
| Adolf Süsterhenn                                  | 13. Dezember 1949                                                         | Altmeier I                               | CDU                 |
| Minister der Justiz                               |                                                                           |                                          |                     |
| Bruno Becher                                      | 13. Juni 1951 1. Juni 1955                                                | Altmeier II Altmeier III                 | FDP                 |
| Wilhelm Westenberger                              | 19. Mai 1959                                                              | Altmeier IV                              | CDU                 |
| Fritz Schneider                                   | 18. Mai 1963 18. Mai 1967 19. Mai 1969                                    | Altmeier V Altmeier VI Kohl I            | FDP                 |
| Otto Theisen                                      | 18. Mai 1971 20. Mai 1975 2. Dezember 1976 18. Mai 1979                   | Kohl II Kohl III Vogel I Vogel II        | CDU                 |
| Carl-Ludwig Wagner                                | 13. Dezember 1979                                                         | Vogel II                                 | CDU                 |
| Waldemar Schreckenberger                          | 12. Juni 1981                                                             | Vogel II                                 | CDU                 |
| Carl-Ludwig Wagner (kommissarisch)                | 5. Oktober 1982                                                           | Vogel II                                 | CDU                 |
| Heribert Bickel                                   | 18. Mai 1983                                                              | Vogel III                                | CDU                 |
| Peter Caesar                                      | 23. Juni 1987 8. Dezember 1988 21. Mai 1991 26. Oktober 1994 20. Mai 1996 | Vogel IV Wagner Scharping Beck I Beck II | FDP                 |
| Herbert Mertin                                    | 22. September 1999 18. Mai 2001                                           | Beck II Beck III                         | FDP                 |
| Heinz Georg Bamberger                             | 18. Mai 2006                                                              | Beck IV                                  | SPD                 |
| Minister der Justiz und für Verbraucherschutz     |                                                                           |                                          |                     |
| Jochen Hartloff                                   | 18. Mai 2011 16. Januar 2013                                              | Beck V Dreyer I                          | SPD                 |
| Gerhard Robbers                                   | 12. November 2014                                                         | Dreyer I                                 | SPD                 |
| Minister der Justiz                               |                                                                           |                                          |                     |
| Herbert Mertin                                    | 18. Mai 2016 18. Mai 2021 10. Juli 2024                                   | Dreyer II Dreyer III Schweitzer          | FDP                 |
| Vakanz                                            | 21. Februar 2025                                                          | Schweitzer                               |                     |
| Philipp Fernis                                    | 2. April 2025                                                             | Schweitzer                               | FDP                 |